# The Best of George Harrison
Pour les articles homonymes, voir Best of.
Albums de George Harrison
Extra Texture (Read All About It)
(1975) Thirty Three & 1/3
(1976)
The Best of George Harrison est la première compilation de George Harrison sortie en novembre 1976. Il s'agit de la troisième compilation solo d'un ex-Beatles après Shaved Fish de John Lennon et Blast from Your Past de Ringo Starr. Préparée pour être publiée au même moment que l'album Thirty Three & 1/3, elle fait le bilan de sa carrière.
Contrairement aux autres compilations solo d'ex-Beatles, cet album comprend 7 chansons avec les Beatles et six en solo. La décision ne vient pas de Harrison lui-même, mais de sa maison de disque qui considère qu'il n'a pas produit assez de titres à bon potentiel en solo pour remplir les deux faces. Seuls six de ses chansons solo sont donc incluses sur le disque.
Cela a relativement déçu la critique, ainsi que le public. L'album se classe en 31e place dans les classements américains, et n'apparait pas dans les charts britanniques.

## Liste des chansons
Toutes les chansons sont écrites et composées par George Harrison.
| No  | Titre                                 | Durée |
| --- | ------------------------------------- | ----- |
| 1.  | Something                             | 3:03  |
| 2.  | If I Needed Someone                   | 2:23  |
| 3.  | Here Comes the Sun                    | 3:07  |
| 4.  | Taxman                                | 2:38  |
| 5.  | Think for Yourself                    | 2:21  |
| 6.  | For You Blue                          | 2:32  |
| 7.  | While My Guitar Gently Weeps          | 4:47  |
| 8.  | My Sweet Lord                         | 4:39  |
| 9.  | Give Me Love (Give Me Peace on Earth) | 3:36  |
| 10. | You                                   | 3:42  |
| 11. | Bangla Desh                           | 3:54  |
| 12. | Dark Horse                            | 3:59  |
| 13. | What Is Life                          | 4:16  |